# اوزاکی-چان می‌خواهد بازی کند!
اوزاکی-چان می‌خواهد بازی کند! (به ژاپنی: 宇崎ちゃんは遊びたい！, Uzaki-chan wa Asobitai!) یک مجموعه مانگا ژاپنی است که توسط تاکه نوشته و مصورسازی شده است. از دسامبر ۲۰۱۷، این سری از طریق وبگاه درا درا شارپ نیکونیکو سیگا در دسترس قرار گرفت و تا دسامبر سال ۲۰۲۳، در یازده جلد تانکوبون جمع‌آوری شده است. یک مجموعه تلویزیونی انیمه دوازده قسمتی نیز برگرفته از نسخه مانگا و به کارگردانی کازویا میورا توسط استودیوی انجی دستمایه اقتباس قرار گرفت که از ژوئیه تا سپتامبر ۲۰۲۰ پخش شد. فصل دوم مجموعه نیز به تعداد سیزده قسمت از اکتبر تا دسامبر ۲۰۲۲ پخش شد.

## داستان
هانا اوزاکی از اینکه در کالجی یکسان با دوست بزرگتر دوران دبیرستان خود، ساکورایی شینیچی تحصیل می‌کند، بسیار هیجان زده است. با این حال پس از یکسال تماشایش که وقت خود را به تنبلی و بطالت می‌گذارند، به این نتیجه می‌رسد که ساکورایی تبدیل به فردی گوشه‌گیر شده است. هانا تصمیم می‌گیرد تا حد امکان وقتش را با شینیچی بگذراند، و معتقد است که او فردی درونگرا یا فاقد اعتمادبه‌نفس است که این مسئله‌ای غیرطبیعی و غیرقابل قبول است. هانا نقشهٔ خود را برای اینکه شینیچی سبک زندگی سرگرم‌کننده‌ای را تجربه کند آغاز می‌کند. آیا شینیچی موفق می‌شود او را متقاعد کند که ترجیح می‌دهد کارهایش را به تنهایی و در سکوت و آرامش انجام دهد، یا اینکه او مغلوب جذابیت و سماجت هانا می‌شود؟